# 東闊島
東闊島是老挝南部占巴塞省湄公河四千岛群岛中的一个岛屿。岛上有两座佛教寺庙、一所小学和一所學院。東闊島當地為熱帶乾濕季氣候。